# Wapen van Maasmechelen

Het wapen van Maasmechelen (sinds 1989).

Het wapen van Maasmechelen is het heraldisch wapen van de Limburgse gemeente Maasmechelen. Het wapen werd op 8 november 1989 bij Ministerieel Besluit aan de nieuwe fusiegemeente Maasmechelen toegekend.

## Geschiedenis
Na de fusies Mechelen-aan-de-Maas met Eisden, Opgrimbie en Vucht in 1970 en met Boorsem en Leut (zelf ontstaan uit een fusie in 1970 met Meeswijk en Uikhoven) besloot men om een nieuw wapen te ontwerpen voor de fusiegemeente Maasmechelen, waarin naar het verleden van alle deelgemeenten zou worden verwezen. Men koos daarom voor een gedeeld schild met de eerste helft doorsneden, met boven een kromstaf die verwijst naar Opgrimbie (leen van de prins-bisschop) en Vucht (eigendom van het kapittel van de Sint-Lambertuskathedraal te Luik) als deel van het prinsbisdom Luik en onder het wapen van Maastricht omdat Mechelen-aan-de-Maas sinds de 10e eeuw behoorde tot het kapittel van Sint-Servaas van Maastricht (die tevens de Rijksadelaar gebruikten), en in de tweede helft een halve Rijksadelaar die verwees naar Eisden, Leut, Boorsem en Uikhoven die allen vrije Rijksheerlijkheden waren.

## Blazoenering
De huidige blazoenering luidt:

Gedeeld 1. doorsneden a. in goud een krul van een bisschopsstaf van keel b. in keel een vijfpuntige ster van zilver 2. in goud een halve keizerlijke adelaar van sabel.
— Ministerieel Besluit van 8 november 1989.

## Verwante wapens

Het wapen van Maastricht.
Het wapen van Halen.
Het wapen van Kinrooi.